# Municipio de Lynn (condado de Knox)
El municipio de Lynn (en inglés: Lynn Township) es un municipio ubicado en el condado de Knox en el estado estadounidense de Illinois. En el año 2010 tenía una población de 309 habitantes y una densidad poblacional de 3,37 personas por km².

## Geografía
Según la Oficina del Censo de los Estados Unidos, el municipio tiene una superficie total de 91.57 km², de la cual 91,45 km² corresponden a tierra firme y (0,13 %) 0,12 km² es agua.

## Demografía
Según el censo de 2010, había 309 personas residiendo en el municipio de Lynn. La densidad de población era de 3,37 hab./km². De los 309 habitantes, el municipio de Lynn estaba compuesto por el 98,71 % blancos, el 0,32 % eran afroamericanos y el 0,97 % eran de una mezcla de razas. Del total de la población el 0 % eran hispanos o latinos de cualquier raza.